# 北部町

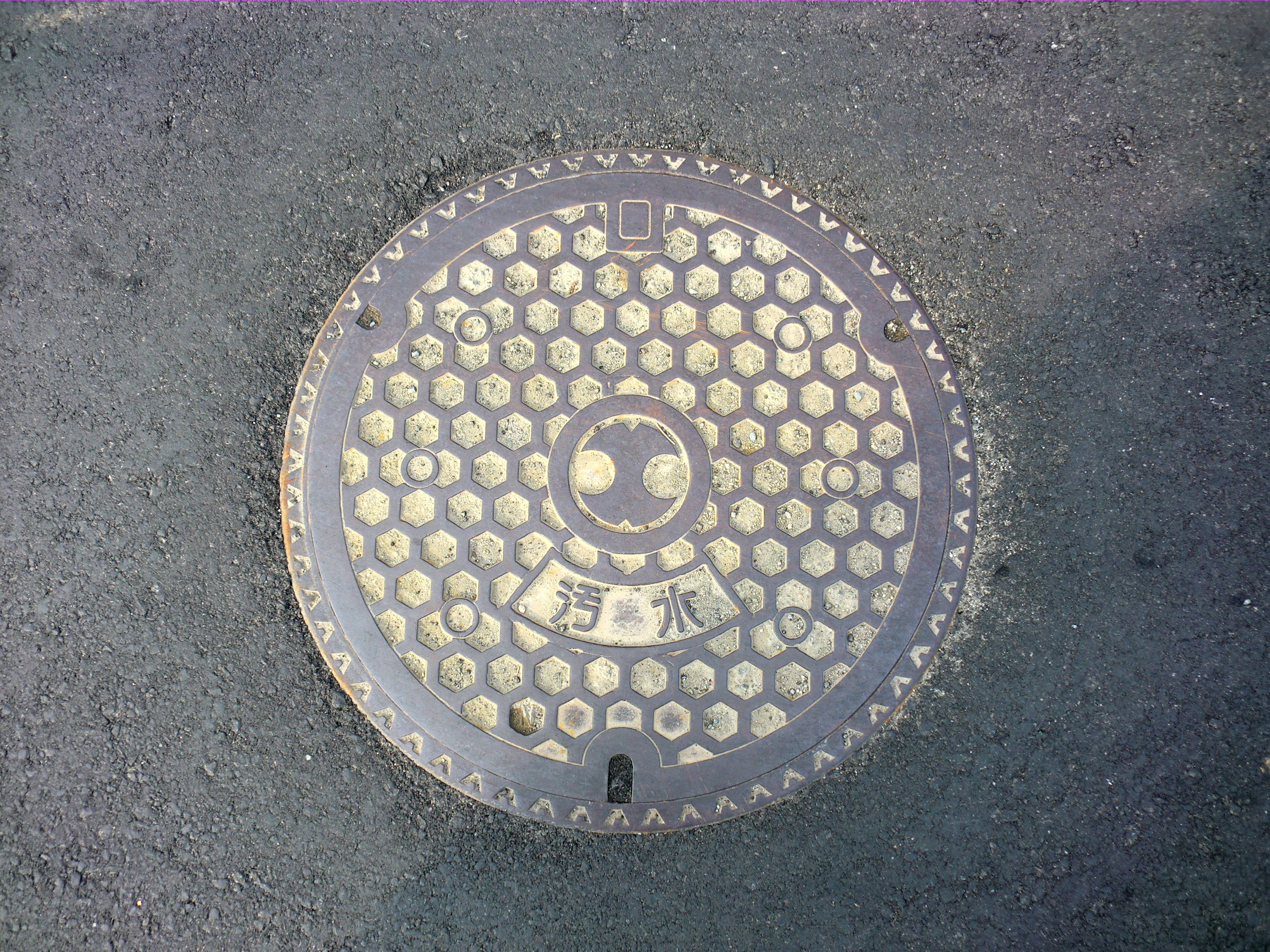
北部町章が入ったマンホールの蓋

北部町（ほくぶまち）は、熊本県北西部にあった町である。飽託郡に属した。
1991年2月1日、河内町・飽田町・天明町とともに熊本市に編入合併され、2012年4月1日に熊本市の政令指定都市移行に伴い北区の一部となった。

## 地理
- 河川：井芹川、坪井川
- 山：小萩山

## 歴史
- 1874年（明治7年） - 江戸時代からの村々が合併、以下のように再編される。
  - 御馬下村、長峰村、上野村、馬出村 → 四方寄村
  - 楠原村、楠古閑村 → 楠野村
  - 井上村、津留村、立石村、尾当村、前原村 → 改寄村
  - 鹿子木村、中尾村 → 鹿子木村
  - 糸山村、原口村 → 明徳村
  - 柚木村、田上村、庄村 → 硯川村
  - 田畑村、古市村、豆尾村、坂下村 → 下硯川村
  - 赤水村、河東村、桑鶴村、小桑鶴村、古閑村 → 和泉村
  - 五町村、上古閑村 → 貢村
- 1889年（明治22年）4月1日 - 町村制施行により、以下の4村が成立。
  - 川上村 - 四方寄村、楠野村、改寄村、鹿子木村、明徳村、飛田村、鶴羽田村、梶尾村、西梶尾村、小糸山村、大鳥居村が合併。
  - 硯川村 - 硯川村、下硯川村、北迫村が合併。
  - 寺迫村 - 万楽寺村、立福寺村、太郎迫村が合併。
  - 五町村 - 和泉村、貢村、徳王村、釜尾村が合併。
- 1898年（明治31年）8月26日 - 硯川村、寺迫村、五町村が合併し、西里村が成立。
- 1950年（昭和25年） - 川上村立川上中学校、西里村立西里中学校設立合併し飽託郡北部中学校組合立北部中学校設立。
- 1954年（昭和29年）12月10日 - 鹿児島本線の西里信号場が駅に昇格し、西里駅となる。
- 1955年（昭和30年）7月1日 - 川上村と西里村が合併し、北部村が成立。
- 1968年（昭和43年）4月1日 - 北部村に町制施行、北部町成立。
- 1991年（平成3年）2月1日 - 熊本市へ編入され、北部町閉町。

## 名称の由来
飽託郡の北部にあることから。

## 地域

### 中学校
- 北部町立北部中学校

### 小学校
- 北部町立川上小学校
- 北部町立西里小学校
- 北部町立北部東小学校

## 産業

### 特産品
- スイカ
- メロン

### 企業
- テレビ熊本 - 熊本市への編入前は、全国的にも珍しい郡部に社屋がある放送局であった。

## 交通

### 鉄道路線
- 九州旅客鉄道（JR九州）
  - 鹿児島本線
    - 西里駅

### バス
- 九州産業交通
- 熊本電鉄バス
- 熊本市交通局池田大窪線

### 道路

#### 高速道路
- 九州自動車道
  - 北熊本サービスエリア

#### 一般国道
- 国道3号
- 国道387号

#### 県道
主要地方道
- 熊本県道31号熊本田原坂線
- 熊本県道37号熊本菊鹿線

一般県道
- 熊本県道101号植木河内港線
- 熊本県道231号託麻北部線
- 熊本県道303号四方寄熊本線
- 熊本県道332号小天下硯川線

## 出身有名人
- 高錦昭應 - 大字鹿子木出身で、1950年代後半に活躍した大相撲力士。